# Rote Barat Laut
Rote Barat Laut (deutsch Nordwestroti) ist ein indonesischer Distrikt (Kecamatan) im Regierungsbezirk Rote Ndao (Provinz Ost-Nusa Tenggara). Hauptort ist Busalangga. Im Distrikt leben 21.855 Menschen (2010).

## Geographie
Rote Barat Laut liegt im Nordwesten der Insel Roti. Im Norden befindet sich die Sawusee, im Osten schließt sich der Distrikt Lobalain an, im Süden der Distrikt Rote Barat Daya und im Westen der Distrikt Rote Barat. Der Distrikt teilt sich in 12 Dörfer (Desa):
- Boni (2.280 Einwohner, 2010)
- Busalangga (3.427)
- Daudolu (1.577)
- Ingguinak (1.265)
- Lidor (1.781)
- Modosinal (1.329)
- Netenaen (2.289)
- Oebela (1.146)
- Oelua (2.790)
- Oetutulu (1.649)
- Temas (1.176)
- Tolama (1.146)

## Fauna
Die Seen in Umgebung von Busalangga gehören zum Lebensraum der letzten Chelodina mccordi mccordi, der westlichen Unterart der McCords Schlangenhalsschildkröte. Doch auch hier sind die Schildkröten durch illegalen Tierhandel und Verlust von Lebensraum vom Aussterben bedroht.